# Рожевий перець

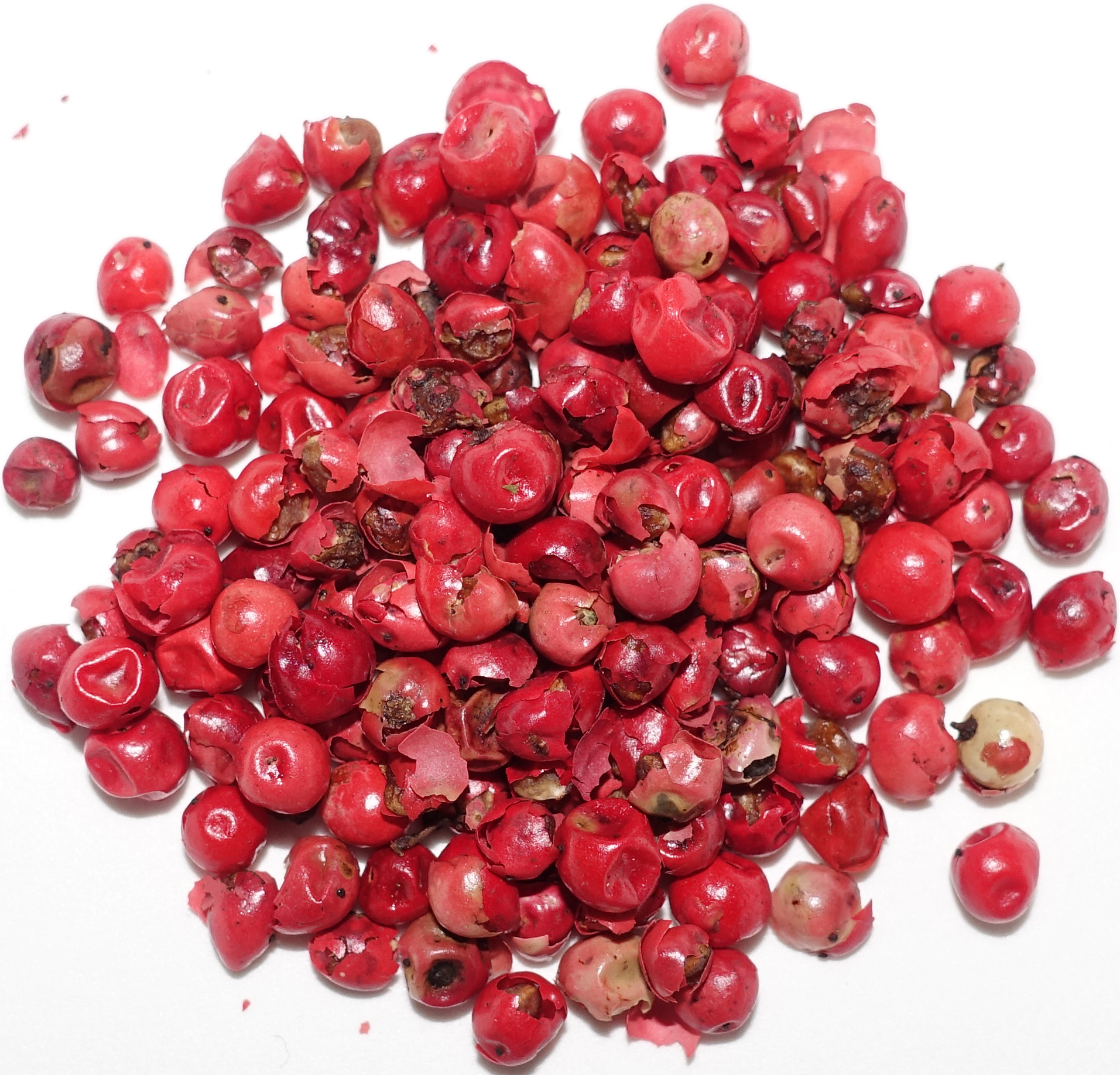

Рожевий перець або бразильський чи перуанський перець, ескобілла, пірул — південноамериканські прянощі. З погляду ботаніки це зовсім не перець, а плоди двох видів дерев родини Анакардієвих — шинуса м'якого (Schinus molle L.) та шинуса фісташколистого (Schinus terebinthifolius L.). Перше дерево — це власне перуанський перець, а друге — бразильський. Ці дерева дають червоні плоди, розміром та формою схожі на звичайний чорний перець.
Рожевий перець найпоширеніший (на це недвозначно натякає назва) в Південній Америці. Окрім цього, його було завезено в деякі інші країни. Наприклад, його дикоростуча форма прижилася у Флориді, а в Європу він завозиться переважно з острова Реюньйон в Індійському Океані. У Європі використовується як екзотичні прянощі. В Україні вживається рідко і, зазвичай, потрапляє до нас в імпортних сумішах перців.

## Хімічний склад
Характерний смак та аромат пряності забезпечує ефірна олія, яка складається на 21 % з дельта-3-каріну, на 20 % з альфа-пініну, на 13 % з альфа-пеладріну, на 10 % з гідрокарбонатів монотепенів, на 9 % з лемоніну, на 8 % з циміну, на 6 % з бета-феніладріну, а також містить сесквітерпени, тритерпени, сабінол, карвотанацетон, бета-каріофілен, альфа і бета кубебін, альфа-амірин та деякі інші речовини.

## Заготівля
Щоб зберегти характерний рожевий колір, плоди сушать виморожуванням. Також у місцях збору їх часом засолюють, маринують, або добувають з них ефірну олію. Оскільки розмелений перець швидко втрачає аромат, то його не лише перевозять, але й продають кінцевим споживачам цілим. Перемелюють же вдома, за потребою, перед використанням.

## Харчове використання
На відміну від інших перців, рожевий перець не гострий і не пекучий, він має схожий на імбир солодкувато-перчений смак. Це м'які прянощі, які не забивають смак основної страви, а лише відтінюють його смак. Рожевий перець можна використовувати у стравах з м'яса, соусах, салатах, як овочевих, так і фруктових, у десертах, компотах чи сиропах. Завдяки його кольору, рожевий перець часто додають до страв чи у суміші перців з декоративною метою. Однак, хоч на смак він негострий, але зловживати цими прянощами не можна, бо у великих кількостях вони можуть викликати алергічну реакцію.